# Álvaro Conrado

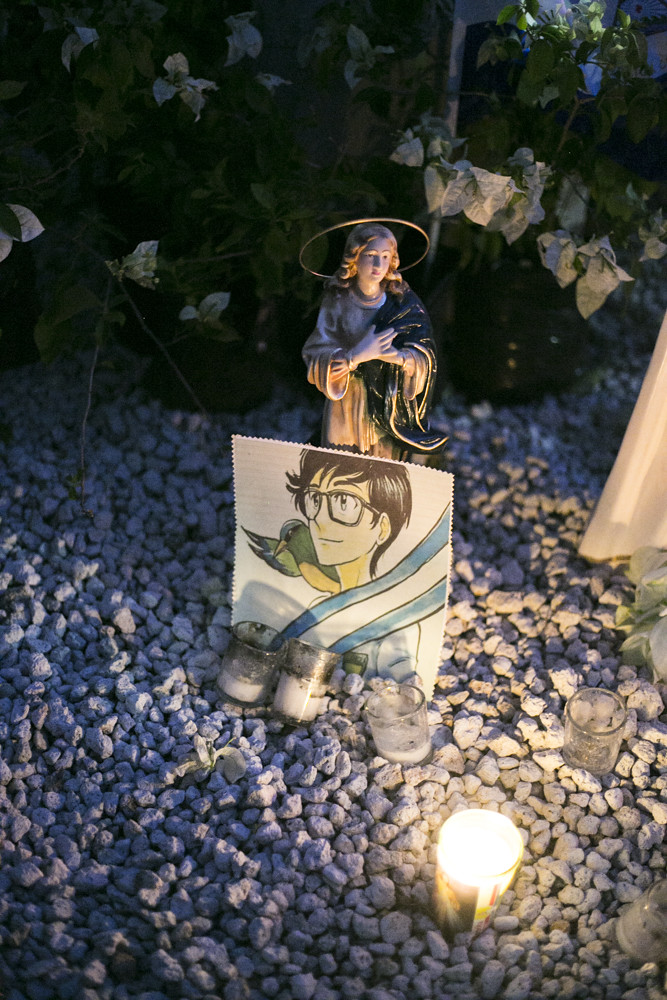
Álvaro Conrado homenaje

Álvaro Manuel Conrado Dávila (Managua, 8 de abril de 2003 - 20 de abril de 2018) fue un estudiante de secundaria nicaragüense, que se convirtió en mártir, a la edad de 15 años, durante las protestas de 2018 contra la dictadura de Daniel Ortega, después de morir tras negarsele la atención en el hospital privado "Cruz Azul" de Managua, luego de ser herido de bala por paramilitares afines al gobierno el tercer día de dichas protestas, que inicialmente fueron contra la reforma al Instituto Nicaragüense de Seguridad Social (INSS), cuando llevaba botellas de agua para los manifestantes.

## Biografía
Álvaro nació en Managua el 8 de abril de 2003. Estudió la primaria en el Colegio Sagrado Corazón de Jesús y la secundaria en el Instituto Loyola, de la Compañía de Jesús, estudiando hasta el décimo grado al momento de su muerte y en el cual fue miembro del equipo de atletismo desde 2017 con el cual ganó 3 medallas.

### Muerte
El 18 de abril de 2018 estallaron las protestas contra las reformas al seguro social. Dos días después (el 20 de abril) fueron publicadas  en el diario oficial La Gaceta, mientras las protestas aumentaban y se intensificaban en todo el país,  pidiendo justicia por cuatro muertes del día anterior, por las decenas de heridos y asaltados desde que iniciaron las protestas y por la censura impuesta al canal 100% Noticias. El 20 de abril, por la mañana, después de que su padre se fuera al trabajo, Álvaro  salió de su casa en el barrio Monseñor Lezcano para buscar a dos amigos suyos e ir con ellos a la Universidad Nacional de Ingeniería (UNI) para dejar dos botellas de agua a los estudiantes universitarios que se enfrentaban con la policía en el predio de dicha universidad y cerca de la Catedral de Managua.
Álvaro estaba en el predio de la UNI cuando resultó herido en el cuello por una bala, y que según testigos, fue disparada por un francotirador desde el Estadio Nacional Denis Martínez. Tras ser herido dijo a los universitarios que lo atendieron Me duele respirar, me duele respirar. Fue atendido por socorristas voluntarios que lo llevaron a un improvisado puesto médico en dicho predio, posteriormente fue sacado en camilla hacia un automóvil que lo llevó al Hospital Cruz Azul, una clínica previsional, donde se le negó la atención médica. Según organismos de derechos humanos (nacionales e internacionales) el gobierno de Daniel Ortega y la ministra de salud, Sonia Castro, ordenaron a los hospitales públicos no atender a manifestantes heridos durante las protestas. Inmediatamente se le llevó al Hospital Bautista, donde murió durante una cirugía que duró 4 horas, debido a que perdió mucha sangre.
Los médicos del hospital Bautista determinaron que si la atención hubiera sido más temprana,  Álvaro hubiera sobrevivido. Conrado fue durante mucho tiempo la víctima mortal más joven de la crisis y debido a su corta edad y a que su único delito fue llevar botellas de agua a los manifestantes muchas personas lo consideran un "niño mártir".
Álvaro murió el mismo día que iba a ser estrenada la nueva pista de atletismo de su colegio, la cual nunca pisó debido a que usó otra según su maestro de educación física.

## Investigación
Álvaro Conrado Avendaño, padre de Álvaro, llegó el 2 de mayo al Ministerio Público, atendiendo una cita de esa entidad, así como los familiares de las otras víctimas de las protestas que fueron a declarar para presentar o ampliar denuncias contra la Policía Nacional de Nicaragua y esclarecer las circunstancias en las que murieron sus deudos.
El Grupo Interdisciplinario de Expertos Independientes (GIEI) investigó el caso y llegó a la conclusión de que Álvaro y otras 3 personas heridas en las protestas fallecieron por negarseles la atención médica en los hospitales públicos.

## Cultura popular

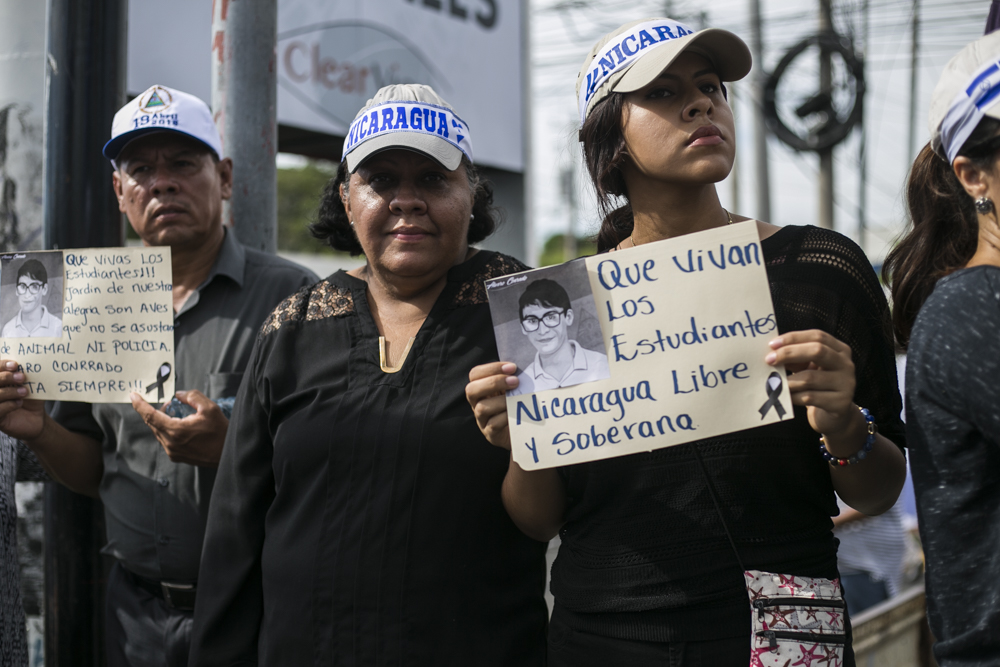
Mujeres manifestantes con pancartas de Álvaro Conrado durante las protestas en Nicaragua.

La muerte de Álvaro Conrado inspiró canciones, dibujos, murales, una novela llamada Como esperando abril, una obra teatral, etcétera, en honor suyo. Su imagen se convirtió en un símbolo de las protestas populares en las que nunca faltaban fotografías, dibujos, camisetas y letreros con su imagen. Las últimas palabras de Álvaro: "Me duele respirar" también calaron profundamente en la sociedad nicaragüense que las usó como estandarte en las protestas, algunas veces modificadas como: "A toda Nicaragua le/nos duele respirar" y "Aun nos duele respirar".
Se destaca principalmente el dibujo estilo anime (dibujos animados japoneses) hecho por el dibujante "Vagancio", que se volvió viral, debido a que Álvaro le gustaba ese tipo de animación.
El escritor nicaragüense Arquímedes González publicó en abril de 2019 la novela "Como esperando abril", que relata la represión en contra de la población civil y desnuda las atrocidades cometidas por grupos de choque, paramilitares y policías contra ciudadanos que protestaban. En la novela cuenta la vida y la forma en que mataron al estudiante Álvaro Conrado por el disparo de un francotirador. En la portada del libro está escrita la frase "Me duele respirar" y en todo el libro se hace referencia a Álvaro Conrado. También relata el ataque por 15 horas a la iglesia Divina Misericordia que dejó dos muertos y decenas de estudiantes heridos.
El escritor Néstor Cedeño escribió una versión de la muerte de Álvaro Conrado a través de los ojos de alguien que intentó ayudar a salvarlo. El relato “El papá y el chavalo” fue publicado en el libro “Entre rebelión y dictadura”, la cual también ofrece relatos, poemas y escritos sobre la insurrección cívica que surgió en abril de 2018. 

## Homenajes
- Varios cantantes como Carlos Mejía Godoy, su hijo Augusto Mejía, Jandir Rodríguez y J Nova han compuesto canciones en honor de Álvaro o bien lo mencionan.[35]

- El 27 de agosto de 2018, en el Colegio Centroamérica de Managua, durante el acto del 102 aniversario de su fundación, se develizó una placa en honor de Álvaro junto a las placas dedicadas a los exalumnos mártires de los años 80 y 90 en el exterior del Salón Azul de dicho colegio.[36]

- El 14 de octubre de 2018 fue inaugurado un monumento en honor de Álvaro en las instalaciones de su colegio el Instituto Loyola, de la ciudad de Managua. La estatua fue diseñada por el artista Juan Tijerino "Vagancio", en un estilo anime, junto a una pista de salto y teniendo un pedestal con la frase "Me duele respirar".[37][38][39]

- El poeta nicaragüense Ernesto Cardenal recibió el Premio Mario Benedetti por la Fundación Benedetti de Uruguay el 16 de diciembre y lo dedicó a Nicaragua y a Álvaro "me duele respirar".[40] Debido a que Cardenal no podía viajar a Montevideo, Uruguay, por su avanzada edad envió a la vicepresidenta de la Asociación Madres de Abril y madre de Álvaro, Lizeth Dávila, para retirar el premio.[41]

- La efigie de Conrado fue grabada en monedas especiales de Costa Rica.[42]